# Dora Pejačević
Maria Theodora Paulina (Dora) Pejacevic (født 10. september 1885 i Budapest, Ungarn - død 5. marts 1923 i München, Tyskland) var en ungarsk født kroatisk komponist, pianist og violinist.
Pejacevic som kom fra en aristokratisk ungarsk/kroatisk familie, fik som barn undervisning i klaver af sin moder. Hun begyndte at komponere da hun var 12 år gammel, og fik senere privat undervisning i komposition og violin i Zagreb, Dresden og München af forskellige lærere. Pejacevic har skrevet en symfoni som hører til de vigtige symfonier i Kroatien, orkesterværker, kammermusik, sange, en klaverkoncert og klaverstykker etc. Hun komponerede i romantisk stil. Pejacevic er anset som en betydningsfuld komponist fra sin tid i Kroatien.

## Udvalgte værker
- Symfoni (i Fiss-mol) (1916-1917 rev.1920) - for stort orkester
- Klaverkoncert (1913) - for klaver og orkester
- "Fantasi Koncertante" i D-moll (1919) - for klaver og orkester
- "Elegi" (1913) - for violin og klaver